# Deficiência de selênio
Deficiência de selênio ou hiposselenemia é uma deficiência nutricional incomum em humanos, mas comum em animais de fazenda. A OMS recomenda que maiores de 14 anos consumam 70 microgramas/dia. O excesso de selênio só ocorre com o consumo de mais de 400 microgramas/dia. 
O elemento químico selênio é importante para formação de uma série de enzimas (como antioxidantes), para o metabolismo dos hormônios tireoidianos, para a fertilidade masculina e para mecanismos imunológicos. Também previne cânceres, como o de próstata, colorretal e de pulmão.

## Causas
É mais comum em regiões onde o solo é pobre em selênio. Em alguns países, como Finlândia e China, o fertilizante tem suplementos de selênio para evitar essa deficiência. Em locais com solo adequado as outras possíveis causas são:
- Dieta pobre em selênio;
- Má-absorção;
- Excesso de excreção.

Assim como outras deficiências nutricionais geralmente é consequência de alguma doença gastrointestinal que cause lesões ao intestino ou diarreia e vômito.

## Sinais e sintomas
Seus sintomas, proporcionais à gravidade e tempo com deficiência, incluem:
- Exaustão;
- Cansaço mental;
- Hipotireoidismo;
- Infertilidade masculina;
- Problemas cardiovasculares;
- Asma e alergias;[5]
- Doença de Keshan.

## Tratamento
Suplementos por via oral ou intravenosa, além de tratar a causa subjacente. Caso o problema seja uma dieta pobre as principais fontes de selênio incluem:
- Sementes oleaginosas (nozes, amêndoas, castanhas...);
- Grãos e cereais integrais;
- Alho;
- Cogumelos;
- Frutos do mar;
- Leite;
- Gema do ovo;
- Algumas carnes.

Mas é importante não exagerar, pois o excesso de selênio está associado a diabetes tipo II e doenças cardiovasculares.